# Группа ОМЗ Перспективные Технологии
Группа ОМЗ Перспективные Технологии (ПАО ОМЗ) — лидер в области управления и развития технологических российских компаний в стратегических отраслях экономики России. Компания является интегрированным технологическим и научно-производственным холдингом, включена в перечень системообразующих организаций российской экономики.
Полное наименование — Публичное акционерное общество Объединённые машиностроительные заводы (Группа Уралмаш-Ижора). Штаб-квартира — в Москве.

## История
В 1928 году основан Уральский завод тяжёлого машиностроения (сегодня – ПАО «Уралмашзавод») — производитель оборудования для металлургии, горнодобывающей промышленности и энергетики. 
В 1955 году на базе заводов «Уралмашзавод» и «Завода сварных машиностроительных конструкций» (филиал Уралмаш) создана компания «Уральские машиностроительные заводы».
В 1996 году компания «Уральские машиностроительные заводы» переименована в «Объединённые машиностроительные заводы».
В 1998 году в состав ОМЗ вошла компания ОАО «Ижорские заводы», ОМЗ было переименовано в Объединённые машиностроительные заводы (группа Уралмаш-Ижора).
В 2000 году началась масштабная реструктуризация компании, в результате которой производство «Ижорских заводов» было разделено следующим образом: в отдельные предприятия были выделены ООО «ИЗ Картэкс» (экскаваторное производство), ООО «ОМЗ ГОиТ» (проектирование, продажи и сервис), ТК «ОМЗ Ижора», «ОМЗ-спецстехгаз», «ОМЗ-Термопресс», «ИжораРемсервис», «Объединенная бухгалтерская компания», «ОМЗ-Информационные технологии», «ОМЗ-Спецсталь», «ОМЗ-Инструмент», «ИжораЭнергосбыт», а комплекс «стан 5000» был отдан на аутсорсинг компании «Северсталь».
Тогда же в состав ОМЗ вошел завод «Красное Сормово» (Нижний Новгород).
К 2003 году в состав компании также вошли Алмаз (научно-производственное объединение) (Санкт-Петербург), Волгоградский судостроительный завод, компания «Зарубежэнергопроект», Friede Goldmen (США) и UPET (Румыния).
В 2003 году акции ОАО ОМЗ были размещены на Лондонской фондовой бирже.
В 2004 году ОМЗ продала дочернюю компанию — ООО «ОМЗ-Морские и нефтегазовые проекты» (ОМЗ-МНП) и приобрела три дочерние компании «ШКОДА Холдинг» (Чехия): «ШКОДА Ядерные системы» (ŠKODA JS) и консорциум «ШКОДА Стил» (ŠKODA Steel) — Hute и Kovarny.
В ноябре 2005 года основатель ОМЗ Каха Бендукидзе продал 25,93% акций компании. ОМЗ покинули и его партнеры, продавшие 16,23% акций.
В 2006 году в состав акционеров Компании вошёл Газпромбанк, начата трансформация ОМЗ в управляющую компанию. Стартовала реализация стратегии развития предприятий машиностроительного дивизиона и блока технологического проектирования.
В 2007 году ОМЗ осуществила три сделки по приобретению акций ОАО «Машиностроительный завод „ЗиО-Подольск“», ЗАО «Атомстройэкспорт» и ЗАО «Группа Химмаш» на общую сумму 136,3 млн долларов.
В 2007 году на базе двух лидеров тяжелого машиностроения России — «Уралмашзавода» и «ОРМЕТО-ЮУМЗ», была создана новая самостоятельная организация ЗАО «Машиностроительная корпорация „Уралмаш“».
В течение 2008—2011 годов в холдинг вошли компании: ОАО «Криогенмаш», ОАО «Уралмашзавод», ОАО «Уралхиммаш», ООО «Глазовский завод Химмаш», ЗАО ПО «Уралэнергомонтаж».
В феврале 2018 года в рамках реализации стратегии развития промышленных активов «Газпромбанка» было принято решение о разделении деятельности ПАО ОМЗ на два направления: машиностроительный блок и блок технологического проектирования и EPC.
В декабре 2020 года ПАО ОМЗ запустило производство медицинского кислорода в г. Колпино (Санкт-Петербург) До этого компания производила препарат в Свердловской области.
В июне 2022 года ОМЗ продала акции чешской компании Skoda JS a.s. и ряда ее дочерних обществ финансово-инвестиционной группе Wood &Company Financial Services a.s., выступавшей в интересах энергетической компании CEZ.
В 2023 году стратегия ОМЗ сфокусирована на технологических российских компаниях, создающих конкурентоспособную продукцию для достижения технологического суверенитета России в новых экономических условиях.
В марте 2024 года ОМЗ приобрела контрольный пакет акций ПАО «Европейская Электротехника»  (MOEX: EELT) — одной из ведущих российских инжиниринговых компаний, создающих комплексные решения в сфере инженерных и технологических систем в промышленности, строительстве, инфраструктуре.
В марте 2024 года в состав Группы «ОМЗ Перспективные Технологии» вошёл российский разработчик ИТ-решений и методик управления для промышленных предприятий Bimeister. Bimeister является единственной отечественной компанией, специализирующейся на разработке цифровых моделей промышленных предприятий - единых информационных систем, обеспечивающих сквозное и бесшовное управление процессами на всех стадиях жизненного цикла. 
В июле 2024 года Группа ОМЗ Перспективные Технологии, Аметист Кэпитал и Инспарк запустили проект по разработке инновационного программного обеспечения для рынка IoT. На первом этапе новые цифровые продукты будут создаваться на программной платформе для централизованного мониторинга и диспетчеризации распределенных объектов инфраструктуры, включающей инструменты для сбора, анализа и визуализации данных с различных сенсоров, устройств и систем, а также для управления ими в реальном времени - Inspark IoT Platform.
В августе 2024 года Группа ОМЗ Перспективные Технологии приобрела долю в компании TeamStorm - разработчике универсального цифрового инструмента для управления рабочими процессами, задачами и документами в едином интерфейсе.
В августе 2024 года ГК Softline приобрела контролирующую долю в "ОМЗ – Информационные Технологии" и объявила о начале стратегического партнерства с Группой ОМЗ Перспективные Технологии (ОМЗ ПТ). ООО "ОМЗ-ИТ" – IT-холдинг, специализирующийся на инжиниринге инновационных цифровых решений для промышленности, входящий в Группу ОМЗ Перспективные Технологии.
В августе 2024 года стало известно о продаже АО «Уралхиммаш» группе «Синара».

## Собственники и руководство
Контроль над компанией принадлежит АО «Газпромбанк». Генеральный директор компании — Кувшинов Роман Сергеевич.

## Деятельность
ПАО ОМЗ занимается промышленным девелопментом технологий, осуществляет инвестиции в технологические активы с потенциалом роста в стратегических отраслях.

### Финансовые показатели
Выручка компании по МСФО в 2024 году составила 27 257 436 тыс. руб., чистая прибыль получена в размере 9 276 231 тыс. руб. 
|                                            | 2020        | 2021       | 2022        | 2023       | 2024       |
| ------------------------------------------ | ----------- | ---------- | ----------- | ---------- | ---------- |
| Выручка, тыс. руб.                         | 42 989 110  | 55 310 380 | 18 964 994  | 26 007 318 | 27 257 436 |
| Чистая прибыль / (убыток), тыс. руб.       | (5 203 027) | 5 140 759  | 13 466 018  | 3 462 836  | 9 276 231  |
| Операционная прибыль / (убыток), тыс. руб. | (8 591 045) | 2 043 085  | (3 993 536) | 150 007    | (689 481)  |

## Перспективы развития
Перспективы компании связаны с расширением производства оборудования для инвестиционных проектов и проектов модернизации в атомной, химической, нефтегазовой, газохимической отраслях (колонны, реакторное, ёмкостное и другое оборудование), с участием профильных дочерних компаний ПАО ОМЗ в реализации EP/EPC контрактов в этих отраслях. Компания развивает собственные компетенции в инжиниринге, в технологиях газоразделения, в производстве оборудования для рынков СПГ и водорода.